# Oskar von Hase

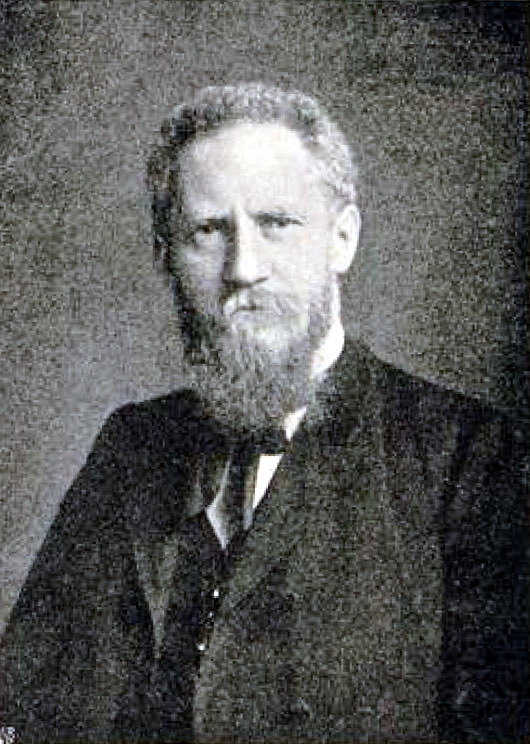
Oskar von Hase (um 1898)

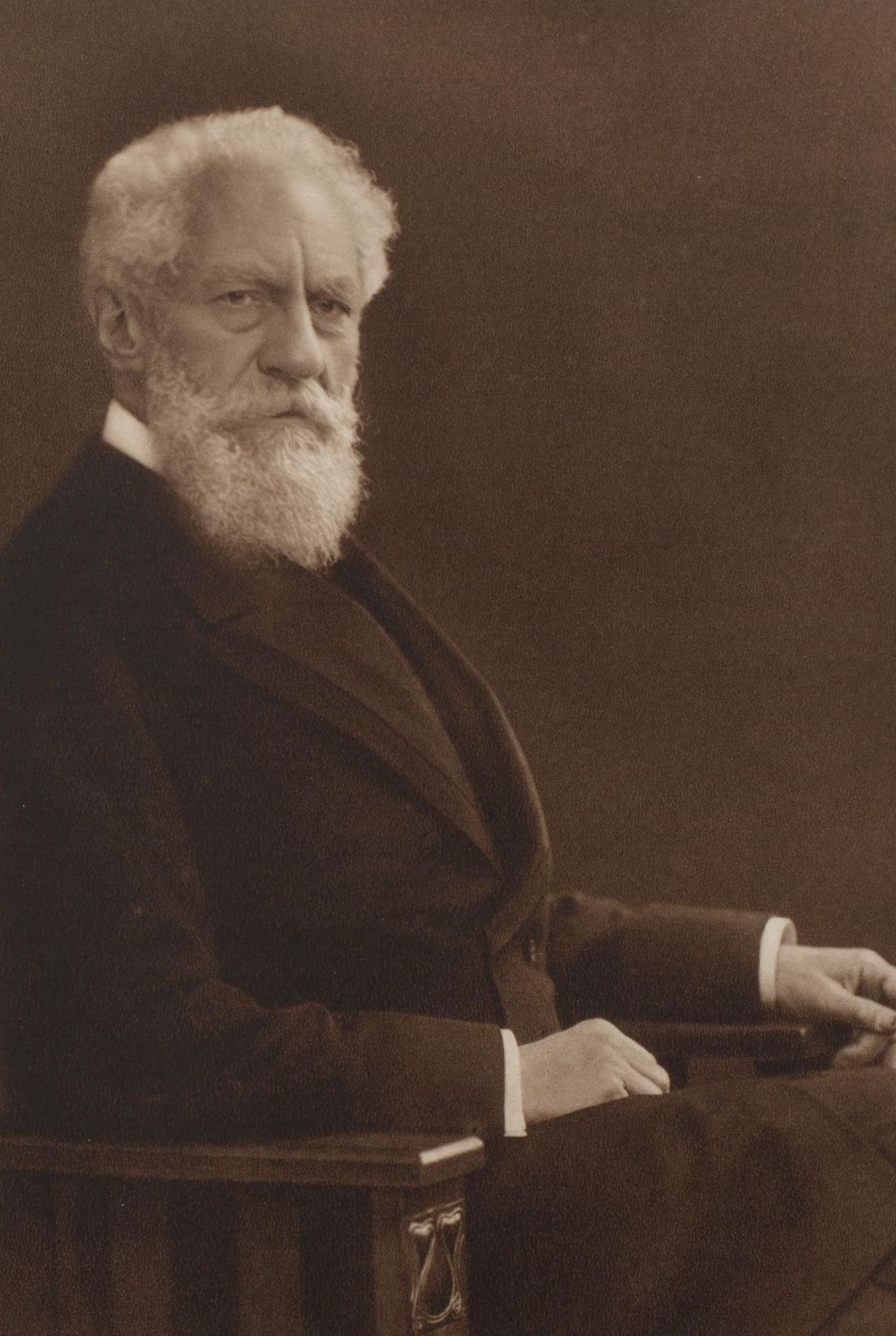
Oskar von Hase (vor 1921)

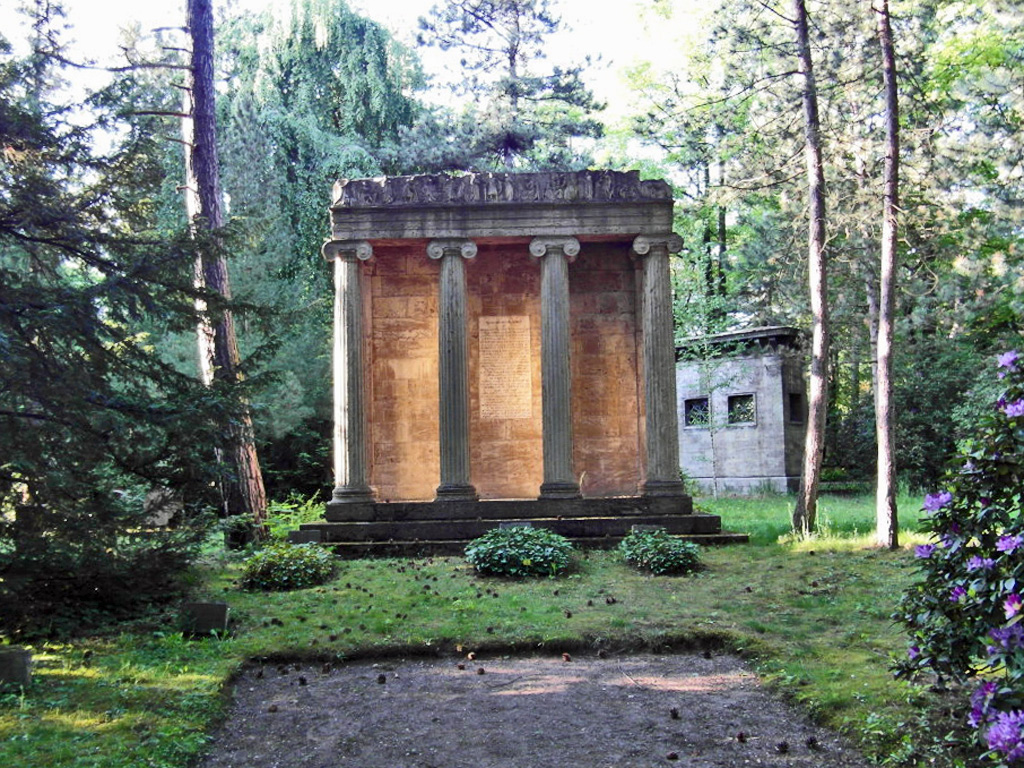
Grabstätte der Familie Oskar von Hase auf dem Südfriedhof Leipzig

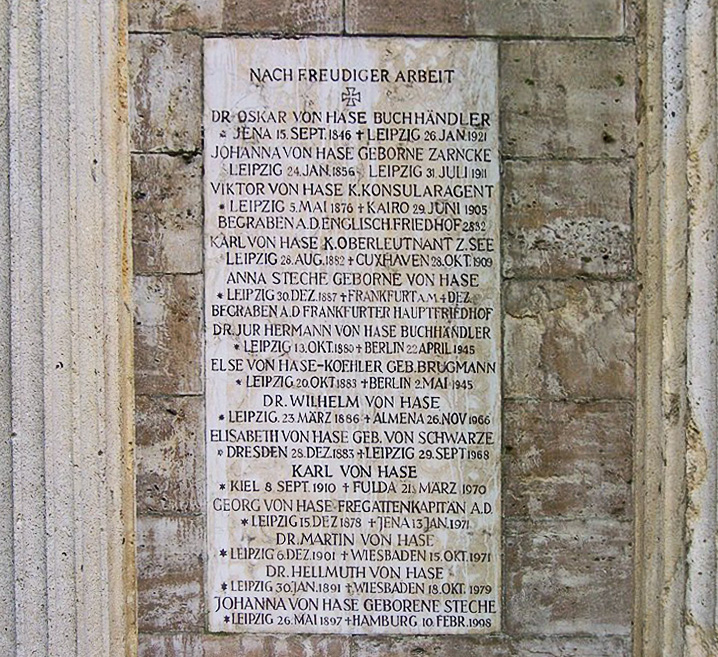
Grabtafel Oskar von Hase und Angehörige an der von Haseschen Familiengrabstätte (2014)

Georg Oskar Immanuel von Hase (* 15. September 1846 in Jena; † 26. Januar 1921 in Leipzig) war ein deutscher Verleger und Buchhändler.

## Leben
Georg Oskar Immanuel war Sohn des 1883 geadelten Jenaer Theologieprofessors Karl August von Hase und dessen Frau Pauline Härtel (* 12. April 1809 in Leipzig; † 20. März 1885 in Jena). Der Bruder von Victor von Hase und Karl Alfred von Hase besuchte die Stoy’sche Schule in Jena. 1863 frequentierte er das Gymnasium Bernhardinum in Meiningen und absolvierte 1866 beim Verleger Gustav Marcus (1820–1895) in Bonn eine zweijährige Buchhändlerlehre.
1868 immatrikulierte er sich an der Universität Bonn, wo er vor allem Vorlesungen von Anton Springer und Heinrich von Sybel besuchte. Im Wintersemester 1868/69 setzte er seine Studien an der Universität Jena fort. Hier hörte er die Ausführungen zur Literatur bei Kuno Fischer, zur Geschichte bei Wilhelm Adolf Schmidt und zur Volkswirtschaft bei Bruno Hildebrand. Mit einer Arbeit über „Die Koburger, Buchhändlerfamilie zu Nürnberg“ promovierte am 10. April 1869 in Jena zum Doktor der Philosophie.
Danach absolvierte er im Verlag Breitkopf & Härtel ein Buchhändlerjahr und beteiligte sich als Freiwilliger am Deutsch-Französischen Krieg 1870/71. Am 1. Mai 1871 wurde er wieder Buchhandlungsgehilfe bei Breitkopf & Härtel, stieg 1873 zum Prokuristen auf und wurde am 2. September 1875 Teilhaber der Firma. Diese führte er zunächst mit seinem Cousin Wilhelm Volkmann gemeinsam, sowie nach dessen Tod ab 1890 mit dessen Sohn Ludwig Volkmann als Mitbesitzer des Verlags. 1885 bis 1890 wirkte er als Vorsitzender des Verbands der deutschen Berufsgenossenschaften, 1886 bis 1889 war er Vorsitzender der Buchdruckerberufsgenossenschaft, 1884 bis 1901 wurde er Vorsitzender des Zentralvereins für das deutsche Buchgewerbe, 1894 bis 1897 Vorsitzender des Vereins der Buchhändler in Leipzig und 1875 bis 1901 Vorsitzender des Vereins der deutschen Musikalienhändler. Zudem beteiligte er sich als Stadtrichter als Ratsmitglied der Stadt Leipzig.
Für sein umfangreiches Engagement wurde er unter anderem Träger des Komturkreuzes des Franz-Joseph Ordens, erhielt das Eiserne Kreuz 2. Klasse, den preußischen Kronenorden 2. Klasse, den preußischen roter Adlerorden 3. Klasse, Ritter 1. Klasse vom herzoglich-sächsischen Orden vom weißen Falken und Offizier vom königlich sächsischen Albrechtsorden.
Oskar von Hase wurde in der Familiengrabstätte auf dem Leipziger Südfriedhof beigesetzt, die er 1910 vom Leipziger Baurat Bruno Eelbo (1853–1917) nach dem Tod seines Sohnes Karl von Hase (1878–1909) in Anlehnung an den Athener Nike-Tempel hatte errichten lassen.

## Familie
Oskar von Hase heiratete am 10. September 1873 in Leipzig Johanna Marie Louise Zarncke (* 24. Januar 1856 in Leipzig; † 31. Juli 1911 ebd.), die Tochter des Literaturprofessors Friedrich Karl Theodor Zarncke und dessen am 9. April 1855 geheirateten Frau Anna Pauline Geitner (* 16. November 1834 in Leipzig; † 17. September 1864 ebd.). Von den sieben Söhnen und zwei Töchtern dieser Ehe kennt man:
- Anna Pauline Margaretha von Hase (* 22. Dezember 1874 in Leipzig; † 8. Juli 1959 in Jugenheim an der Bergstraße) verheiratet 27. Dezember 1910 in Leipzig mit dem Maler und Radierer Dr. phil. Roland Anheißer (* 18. Dezember 1877 in Köln; † 16. März 1949)
- Friedrich Karl Victor von Hase (* 5. Mai 1876 in Leipzig; † 29. Juni 1905 in Kairo)
- Georg Oskar Immanuel von Hase (* 15. Dezember 1878 in Leipzig; † 13. Januar 1971 in Jena)
- Paul Franz Hermann von Hase (* 13. Oktober 1880 in Leipzig; † 22. April 1945 in Kleinmachnow bei Berlin), Verleger und Buchhändler
- Karl August Wolfgang von Hase (* 28. August 1882 in Leipzig; † 8. Oktober 1909 in Cuxhaven), Oberleutnant zur See
- Otto Albert Wilhelm von Hase (* 23. April 1886 in Leipzig; † 26. November 1966 Almena/Kreis Lemgo) verheiratet den 22. Mai 1920 in Hamburg Martha Gäde (* 25. Mai 1895 in Hamburg; † 7. November 1940 in Rinteln an der Weser), die Tochter des Eisenbahners August Gäde und dessen Frau Henriette Tews, Eltern von Nora (* 1926) ⚭ Manfred Kluge
- Helene Adele Anna von Hase (* 30. Dezember 1887 in Leipzig)
- Siegfried Hellmuth von Hase (* 30. Januar 1891 in Leipzig; † 18. Oktober 1979 in Wiesbaden)
- Dietmar Otto Martin von Hase (* 6. Dezember 1901 in Leipzig; † 15. Oktober 1971 in Wiesbaden), Dr. phil., Verlagsbuchhändler und Buchwissenschaftler, verh. am 14. April 1932 in München mit Susanna Bühler (* 22. September 1904 in Colmar/Elsaß; † 9. März 1993 in Grafing bei München), Tochter des Kaiserlichen Baurats Wilhelm Bühler und dessen Frau Eugenie

## Werke (Auswahl)
- Die Koberger. Eine Darstellung des Buchhändlerischen Geschäftsbetriebes in der Zeit des Überganges vom Mittelalter zur Neuzeit. Breitkopf & Härtel, Leipzig 1869. 2. Auflage: 1885; doi:10.11588/diglit.61758.
- Hase: Breitkopf, Bernhard Christoph. In: Allgemeine Deutsche Biographie (ADB). Band 3, Duncker & Humblot, Leipzig 1876, S. 296.
- Hase: Breitkopf, Johann Gottlob Immanuel. In: Allgemeine Deutsche Biographie (ADB). Band 3, Duncker & Humblot, Leipzig 1876, S. 297–300.
- Hase: Härtel, Hermann. In: Allgemeine Deutsche Biographie (ADB). Band 3, Duncker & Humblot, Leipzig 1876, S. 301–303.
- Förderung des ältesten Buchhandels durch die Stadtbehörden: nach Urkunden des Nürnberger Kreisarchivs; ein Nachtrag zu „Die Koberger“. Leipzig 1886.
- Die Entwickelung des Buchgewerbes in Leipzig. Hedeler, Leipzig 1887; urn:nbn:de:zbw-retromon-83384
- Der Verband der Berufsgenossenschaften: Begründung, Aufgaben, Grenzen. Breitkopf & Härtel, Leipzig 1888.
- Samuel Hase 1620–1688 und die Seinen: Erinnerungen aus der Hauschronik der Familie Hase. Breitkopf & Härtel, Leipzig 1889.
- Der Gutenbergpfennig, eine Dankesschuld des deutschen Buchgewerbes: Rede auf der 450 jährigen Gedenkfeier der Erfindung der Buchdruckerkunst gehalten. am 5 Juli 1890 im Deutschen Buchhändlerhause zu Leipzig. Breitkopf & Härtel, Leipzig 1890.
- Kürassierbriefe eines Kriegsfreiwilligen. Breitkopf & Härtel, Leipzig 1895.
- Geschichte des deutschen Buchhandels. Band 1: Vor- und Jugendzeit. Breitkopf & Härtel, Leipzig 1897.
- Emil Strauss: ein Buchhändler am Rheine; Gedenkbuch eines Freundes. Breitkopf & Härtel, Leipzig 1907 (ub.uni-leipzig.de).
- Das Aumaer Hasennest: Urheimatliches aus unserer Hauschronik; Geschichte der Aumaer Hasen in fünf Jahrhunderten. Breitkopf & Härtel, Leipzig 1913; urn:nbn:de:bsz:15-0011-231028
- Breitkopf & [und] Härtel: Gedenkschrift und Arbeitsbericht. 4. Auflage.
  1. Band: 1542 bis 1827. Breitkopf & Härtel, Leipzig 1917.
  2. Band: 1828 bis 1918. Breitkopf & Härtel, Leipzig 1919.